# Національний домен верхнього рівня
Національний домен верхнього рівня — інтернет-домен верхнього рівня, виділений для конкретної країни, приклад — .ua для України чи .de для Німеччини.
Рекомендації щодо національних доменів верхнього рівня викладені у RFC 1032 від листопада 1987 року, соціальній та RFC 2240. Зокрема, в RFC 1032 вказується, що «країни, які прагнуть зареєструвати домен верхнього рівня, повинні називати його за двохбуквеним кодом країни відповідно до списку міжнародного стандарту ISO 3166. Запити країн щодо використання трибуквеної форми коду країни, яка вказана в ISO 3166, буде розглянуто у випадках, коли потрібно уникнути можливих конфліктів і непорозумінь». Насправді є кілька винятків з цього правила — існують домени, що не збігаються з кодом ISO 3166, наприклад, домени для територій, котрі належать якійсь державі.
Реєстрація національних доменів верхнього рівня пов'язана з певними проблемами, найчастіше — із визнанням країни на міжнародній арені. Позиція, зайнята організацією ICANN, полягає у тому, щоб відсилати охочих отримати домен верхнього рівня для держави по класифікатору ISO 3166, позиція відповідного комітету ISO — складати список цих кодів, переважно спираючись на список держав і залежних територій, що створюється статистичним комітетом ООН. Отже стандартний шлях отримання домену верхнього рівня для створення нової чи невизнаної держави нині має починатися з переговорів з ООН, а сама ICANN зняла з себе відповідальність за з'ясування того, чи є кандидат отримання домену верхнього рівня справжньою державою чи ні.
Дещо особливий (хоч і неформальний) статус мають домени, чиї абревіатури співзвучні з тими чи іншими англомовними скороченнями. Наприклад, домен Тувалу .tv широко використовують як ненаціональний домен верхнього рівня телебачення, домен .fm — для радіо, домен .md — для медичних структур, а домен .la — для організацій, зареєстрованих у Лос-Анджелесі.